# Khvay Samnang
Khvay Samnang (* 1982 in Svay Rieng) ist ein kambodschanischer Multimedia-Künstler.

## Leben und Werk
Khvay Samnang schloss sein Studium der Malerei an der Königlichen Kunstakademie in Phnom Penh mit dem Bachelor ab. Hauptthema seiner Arbeit sind die humanitären und ökologischen Auswirkungen von Kolonialismus und Globalisierung und im Speziellen auf die Fragestellungen der Enteignung und des ungezügelten Wachstums in Kambodscha.
Samnangs künstlerische Praxis umfasst die Medien Video, Performancekünstler, Skulptur und Fotografie. Khvay Samnang ist Gründungsmitglied des Künstlerkollektivs Stiev Selapak. Stiev Selapak richtete in Phnom Penh zwei gemeinnützige Kunsträume ein: Sa Sa Art Projects (2010) und SA SA BASSAC (2011). Im Rahmen des Sa Sa Art Projects unterrichtet Samnang junge kambodschanische Künstler in der Klasse für zeitgenössische Kunst.
2017 war Khvay Samnang mit Preah Kunlong/Der Weg des Geistes, (2017) Teilnehmer der documenta 14.

## Schriften (Auswahl)
- Khvay Samnang The Land Beneath My Feet, hrsg. Christoph Tannert, Nicola Müllerschön, 2015, englisch, ISBN 978-3-86206-510-3